# Дубовий вузол

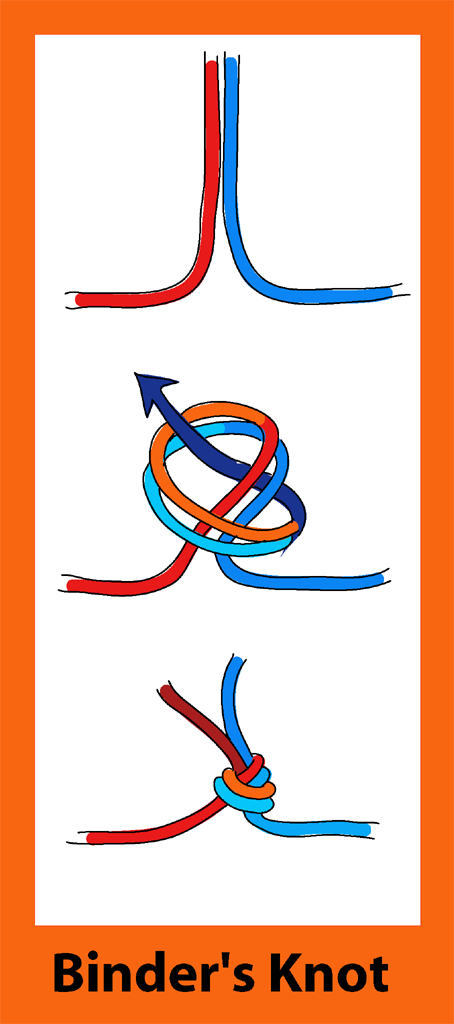
Дубовий вузол.

Дубовий вузол — мотузковий вузол, зав'язаний шляхом з'єднання двох зустрічних мотузок або тросів, ходові кінці яких складені паралельно і спільно зав'язані одним з мусингових вузлів.
Застосовується в дуже рідкісних випадках, при необхідності швидко зв'язати два троси. Щоб зв'язати два троси дубовим вузлом, потрібно скласти їх кінці вздовж разом і, відступаючи від країв 15-20 сантиметрів, зав'язати обидва кінці простим вузлом як ціле. З'єднання дубовим вузлом на рослинних тросах досить надійне, але сильно затягнутий вузол дуже важко розв'язати. Для зв'язування синтетичних тросів або волосіні дубовий вузол не придатний, так як на них він сповзає. Крім того, дубовий вузол значно послаблює міцність мотузки.
Дубовий вузол має два варіанти: простий дубовий вузол та вузол «дубова вісімка».